# Tesfaye Tola
Tesfaye Tola (Arsi, 19 oktober 1974) is een voormalige Ethiopische langeafstandsloper en bronzenmedaillewinnaar op de Olympische Spelen.

## Loopbaan
Zijn eerste succes behaalde Tola in 1997 door een bronzen medaille te winnen op de Afrikaanse kampioenschappen halve marathon in 1:06.38. In 1999 werd hij vierde op de Amsterdam Marathon in een persoonlijk record van 2:06.57. Op de olympische marathon tijdens de Olympische Spelen van Sydney in 2000 behaalde hij een bronzen medaille in zijn beste jaarprestatie van 2:11.10 achter zijn landgenoot Gezahegne Abera (goud) en de Keniaan Erick Wainaina (zilver).
Op de wereldkampioenschappen van 2001 in Edmonton behaalde Tesfaye Tola een vierde plaats. In 2004 werd hij vijfde op de London Marathon en in 2005 derde op de marathon van Amsterdam.
In 2006 werd hij zevende bij de marathon van Eindhoven. Op 18 maart 2007 werd hij zesde op de marathon van Rome.

## Titels
- Ethiopisch kampioen marathon - 2001

## Persoonlijke records
| Onderdeel      | Prestatie | Datum            | Plaats    |
| -------------- | --------- | ---------------- | --------- |
| 10.000 m       | 28.12,32  | 30 mei 1999      | Hengelo   |
| 15 km          | 43.13     | 11 november 2001 | Nijmegen  |
| 10 Eng. mijl   | 46.01     | 6 juni 1999      | Tilburg   |
| halve marathon | 59.51     | 12 juni 2000     | Malmö     |
| 25 km          | 1:14.26   | 18 oktober 2009  | Amsterdam |
| 30 km          | 1:29.40   | 18 oktober 2009  | Amsterdam |
| marathon       | 2:06.57   | 17 oktober 1999  | Amsterdam |

## Palmares

### 10 km
- 1998:  Stadsloop in Appingedam - 28.31
- 2001:  Corrida Internacional de San Fernando in Punta del Este - 28.54
- 2001: 5e Great Ethiopian Run - 31.31

### 15 km
- 1998:  Montferland Run - 44.05
- 1998:  Heerlen - 46.52
- 1998:  Montferland Run - 44.05
- 1999:  São Silvestre in Sao Paulo - 44.40
- 2000:  São Silvestre - 43.58
- 2001: 4e Zevenheuvelenloop - 43.12,4

### 10 Eng. mijl
- 1999:  Tilburg - 46.01
- 1999:  FILA Zeebodem - 47.45
- 1998: 21e Dam tot Damloop - 48.35

### halve marathon
- 1996: 68e WK in Palma de Mallorca - 1:06.59
- 1997: 18e WK in Košice - 1:01.37
- 1997:  Afrikaanse kamp. - 1:06.38
- 1998:  halve marathon van Deurne - 1:03.30
- 1999:  halve marathon van Leiden - 1:02.46
- 1999: 8e WK in Palermo - 1:01.56
- 2000:  halve marathon van Egmond - 1:02.51
- 2000:  halve marathon van Malmö - 59.51
- 2001:  halve marathon van Addis Ababa - 1:05.02
- 2001: 5e WK in Bristol - 1:00.24
- 2002:  halve marathon van Lissabon - 1:02.27
- 2003:  halve marathon van Addis Ababa - 1:02.14
- 2003: 9e WK in Vilamoura - 1:01.35
- 2005:  halve marathon van Vilamoura - 1:01.56

### marathon
- 1999: 4e marathon van Amsterdam - 2:06.56
- 2000:  OS - 2:11.10
- 2000: 15e marathon van Rotterdam - 2:11.42
- 2001: 4e WK - 2:13.58
- 2001: 5e marathon van Tokio - 2:12.05
- 2002: 6e marathon van Seoel - 2:09.56
- 2004: 5e marathon van Londen - 2:09.07
- 2005:  marathon van Amsterdam - 2:09.17
- 2006: 7e marathon van Eindhoven - 2:13.12
- 2007: 6e marathon van Rome - 2:10.45
- 2007: 10e marathon van Hamburg - 2:11.37
- 2007: DNF WK
- 2008: 5e marathon van Dubai - 2:09.38
- 2008: 23e marathon van Parijs - 2:15.51
- 2009: 8e marathon van Dubai - 2:12.56
- 2009:  marathon van San Diego - 2:13.03
- 2009: 9e marathon van Amsterdam - 2:10.22
- 2010: 12e marathon van Dubai - 2:16.59
- 2010: 10e marathon van Reims - 2:17.25
- 2011: 19e marathon van Mumbai - 2:20.55
- 2012: 20e marathon van Rome - 2:23.01
- 2012: 8e marathon van Guangzhou - 2:13.21
- 2013: 10e marathon van Peking - 2:13.20

### veldlopen
- 1998: 20e WK veldlopen (lange afstand) in Marrakech - 35.24
- 1999: 20e WK veldlopen (lange afstand) in Belfast - 41.06
- 2000: 23e WK veldlopen (lange afstand) in Vilamoura - 36.33